# 水順轉輪蟹
水順轉輪蟹（學名：Arcania shuishuni ）是種已滅絕的玉蟹科動物，生存在中新世晚期到上新世的台灣淺海中。
水順轉輪蟹與文吉鬼面蟹以及文吉長臂蟹合稱為「薛氏蟹化石」，為化石搜藏家薛水順與薛文吉二兄弟在牛埔－觸口地區所發現。

## 外部連結
- 漫步嘉義古淺海　來看台灣第一蟹[] - JWTnews
- 台灣第一蟹化石 帶你穿越兩百萬年 （页面存档备份，存于） - 大紀元
- 薛氏蟹(水順轉輪蟹) - 臺南左鎮化石園區